# Károly Simonyi (Physiker)

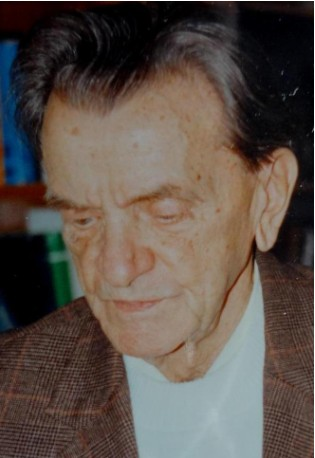
Károly Simonyi

Károly Simonyi (* 18. Oktober 1916 in Egyházasfalu, Königreich Ungarn; † 9. Oktober 2001 in Budapest) war ein ungarischer Physiker.
Simonyi studierte an der Technischen Universität Budapest und promovierte dort zum Dr.-Ing. – es schloss sich eine weitere Promotion an der Loránd-Eötvös-Universität (zum Dr. rer. nat.) an.
Er war Mitgründer und stellvertretender Direktor des Zentralen Forschungsinstitut für Physik (Központi Fizikai Kutatóintézet, KFKI) in Budapest/Csillebérc. Mit seinem 1-MeV-Van-de-Graaff-Generator wurde 1951 das erste Kernreaktionsexperiment in Ungarn durchgeführt.
Von 1948 bis 1989 war er Professor für Theoretische Elektrotechnik am Institut für Elektronik der Technischen Universität Budapest.
Seine Fachbücher zählen auch noch heute zu den Standardwerken ihrer entsprechenden Fachrichtungen.
Simonyi hat zwei Söhne. Am bekanntesten ist Charles Simonyi (* 1948 als Károly Simonyi), sowohl als Softwareentwickler (Autor des Textverarbeitungsprogramms Bravo, Word, Excel) als auch als Weltraumtourist.

## Schriften (Auswahl)
- Elméleti villamosságtan. Tankönyvkiadó, Budapest 1951.
  - Deutsche Übersetzung: Theoretische Elektrotechnik (= Hochschulbücher für Physik. Bd. 20). Deutscher Verlag der Wissenschaften, Berlin 1956. 10., überarbeitete Auflage: Barth, Leipzig 1993, ISBN 3-335-00375-6.
- Villamosságtan.
  - Deutsche Übersetzung: Grundgesetze des Elektromagnetischen Feldes (= Hochschulbücher für Physik. Bd. 30). VEB Deutscher Verlag der Wissenschaften, Berlin 1963.
- Elektronfizika. Tankönyvkiadó, Budapest 1965. 3. Auflage 1973.
  - Deutsche Übersetzung: Physikalische Elektronik. Teubner, Stuttgart 1972, ISBN 3-519-03207-4.
- A fizika kultúrtörténete. Gondolat, Budapest 1978. 5. Auflage 2011.
  - Deutsche Übersetzung: Kulturgeschichte der Physik. Urania, Leipzig 1990. 3., überarbeitete und erweiterte Auflage: Deutsch, Frankfurt am Main 2001, ISBN 3-8171-1651-9.